# Sendaphne
Sendaphne – rodzaj błonkówek z rodziny męczelkowatych. Gatunkiem typowym jest Sendaphne olearus.

## Zasięg występowania
Rodzaj obejmuje gatunki występujące w krainie neotropikalnej.

## Biologia i ekologia
Żywiciele gatunków z tego rodzaju nie są znani.

## Gatunki
Do rodzaju zalicza się 11 opisanych gatunków (kilka gatunków jest nieopisanych):
- Sendaphne anitae Fernandez-Triana & Whitfield, 2014
- Sendaphne bennetti Fernandez-Triana & Whitfield, 2014
- Sendaphne brasilianus Penteado-Dias, 1995
- Sendaphne broadi Fernandez-Triana & Whitfield, 2014
- Sendaphne dianariaspennae Fernandez-Triana & Whitfield, 2014
- Sendaphne jatai Penteado-Dias, 1995
- Sendaphne olearus Nixon, 1965
- Sendaphne paranaensis Scatolini & Penteado-Dias, 1999
- Sendaphne penteadodiasae Fernandez-Triana & Whitfield, 2014
- Sendaphne rogerblancoi Fernandez-Triana & Whitfield, 2014
- Sendaphne sulmo Nixon, 1965